# Hästens skyddshår
Skyddshår är de grövre hårstrån som skyddar hästens känsliga kroppsdelar från t.ex. regn och insekter. Det är skyddshåren som bildar man, pannlugg, svans och hovskägg. Hästens övriga hårtyper är täckhår, känselhår och ullhår.